# Atlanta Open (WCT/Grand Prix)
L'Atlanta Open è stato un torneo di tennis professionistico maschile facente parte del circuito WCT e Grand Prix. Si è giocato dal 1969 al 1970, dal 1973 al 1976, dal 1978 al 1981 e dal 1985 al 1986 ad Atlanta negli Stati Uniti su campi in cemento e sintetico indoor.

## Storia
Viene inaugurato nel 1969 come torneo facente parte del circuito WCT e per le prime due edizioni si gioca sul cemento all'aperto. Il torneo non si gioca nel 1971 e 1972, viene ripristinato con l'edizione del 1973 su campi indoor in sintetico e si tiene ininterrottamente fino al 1976. Anche nel 1977 non viene disputato, quell'anno il circuito WCT viene assorbito dal circuito Grand Prix e si torna a giocare sul cemento all'aperto con l'edizione del 1978, nella quale l'Atlanta Open entra a far parte del circuito Grand Prix. Il torneo non viene giocato dal 1982 al 1984, quando rientra nel calendario nel 1985 torna a essere un torneo del circuito WTC, e l'anno successivo viene giocata l'ultima edizione.

## Albo d'oro

### Singolare
| Anno                               | Vincitore       | Finalista       | Punteggio               |
| ---------------------------------- | --------------- | --------------- | ----------------------- |
| 1986                               | Kevin Curren    | Tim Wilkison    | 7–6, 7–6                |
| 1985                               | John McEnroe    | Paul Annacone   | 7–6, 7–6, 6–2           |
| Circuito WCT (1985-1986)           |                 |                 |                         |
| 1984 1982                          | Non disputato   | Non disputato   | Non disputato           |
| 1981                               | Mel Purcell     | Gilles Moretton | 6–4, 6–2                |
| 1980                               | Eliot Teltscher | Terry Moor      | 6–2, 6–2                |
| 1979                               | Eliot Teltscher | John Alexander  | 6–3, 4–6, 6–2           |
| 1978                               | Stan Smith      | Eliot Teltscher | 4–6, 6–1, 2–1 ritiro    |
| Circuito Grand Prix (1978-1981)    |                 |                 |                         |
| 1977                               | Non disputato   | Non disputato   | Non disputato           |
| 1976                               | Ilie Năstase    | Jeff Borowiak   | 6–2, 6–4                |
| 1975                               | Mark Cox        | John Alexander  | 6–3, 7–6                |
| 1974                               | Dick Stockton   | Jiří Hřebec     | 6–2, 6–1                |
| 1973                               | Stan Smith      | Rod Laver       | 6–3, 6–4                |
| 1972 1971                          | Non disputato   | Non disputato   | Non disputato           |
| 1970                               | Tom Okker       | Dennis Ralston  | 6–4, 10–8, 6–2          |
| 1969                               | Butch Buchholz  | John Newcombe   | 6–4, 5–7, 6–4, 5–7, 6–2 |
| Circuito WCT (1969-1970/1973-1976) |                 |                 |                         |

### Doppio
| Anno                               | Vincitori                          | Finalisti                      | Punteggio     |
| ---------------------------------- | ---------------------------------- | ------------------------------ | ------------- |
| 1986                               | Andy Kohlberg Robert Van't Hof     | Christo Steyn Danie Visser     | 6–2, 6–3      |
| 1985                               | Paul Annacone Christo van Rensburg | Steve Denton Tomáš Šmíd        | 6–4, 6–3      |
| Circuito WCT (1985-1986)           |                                    |                                |               |
| 1984 1982                          | Non disputato                      | Non disputato                  | Non disputato |
| 1981                               | Fritz Buehning Peter Fleming       | Sammy Giammalva Tony Giammalva | 6–4, 6–2      |
| 1980                               | Tom Gullikson Butch Walts          | Anand Amritraj John Austin     | 6–7, 7–6, 7–5 |
| 1979                               | Raymond Moore Ilie Năstase         | Steve Docherty Eliot Teltscher | 6–4, 6–2      |
| 1978                               | John Alexander Butch Walts         | Mike Cahill Marcelo Lara       | 3–6, 6–4, 7–6 |
| Circuito Grand Prix (1978-1981)    |                                    |                                |               |
| 1977                               | Non disputato                      | Non disputato                  | Non disputato |
| 1976                               | John Alexander Phil Dent           | Wojciech Fibak Karl Meiler     | 6–3, 6–4      |
| 1975                               | Anand Amritraj Vijay Amritraj      | Mark Cox Cliff Drysdale        | 6–3, 6–2      |
| 1974                               | Robert Lutz Stan Smith             | Brian Gottfried Dick Stockton  | 6–3, 3–6, 7–6 |
| 1973                               | Roy Emerson Rod Laver              | Robert Maud Andrew Pattison    | 7–6, 6–3      |
| 1972 1971                          | Non disputato                      | Non disputato                  | Non disputato |
| 1970                               | Tom Okker Marty Riessen            | Roy Emerson Pancho Segura      | 6–4, 6–2      |
| 1969                               | Tom Okker Marty Riessen            | John Newcombe Tony Roche       | 8–6, 6–3      |
| Circuito WCT (1969-1970/1973-1976) |                                    |                                |               |